# Lilla Öretjärnen, Dalarna
Lilla Öretjärnen är en sjö i Älvdalens kommun i Dalarna och ingår i Dalälvens huvudavrinningsområde.